# Cristo das Trincheiras
Cristo das Trincheiras é uma estátua, que durante a Primeira Guerra Mundial, se tornou num símbolo de resistência e sobrevivência para os soldados do Corpo Expedicionário Português que estavam sediados em Neuve-Chapelle, França. É considerada uma das peças mais emblemáticas da participação de Portugal na Primeira Grande Guerra. Atualmente encontra-se exposta no Mosteiro da Batalha.

## História

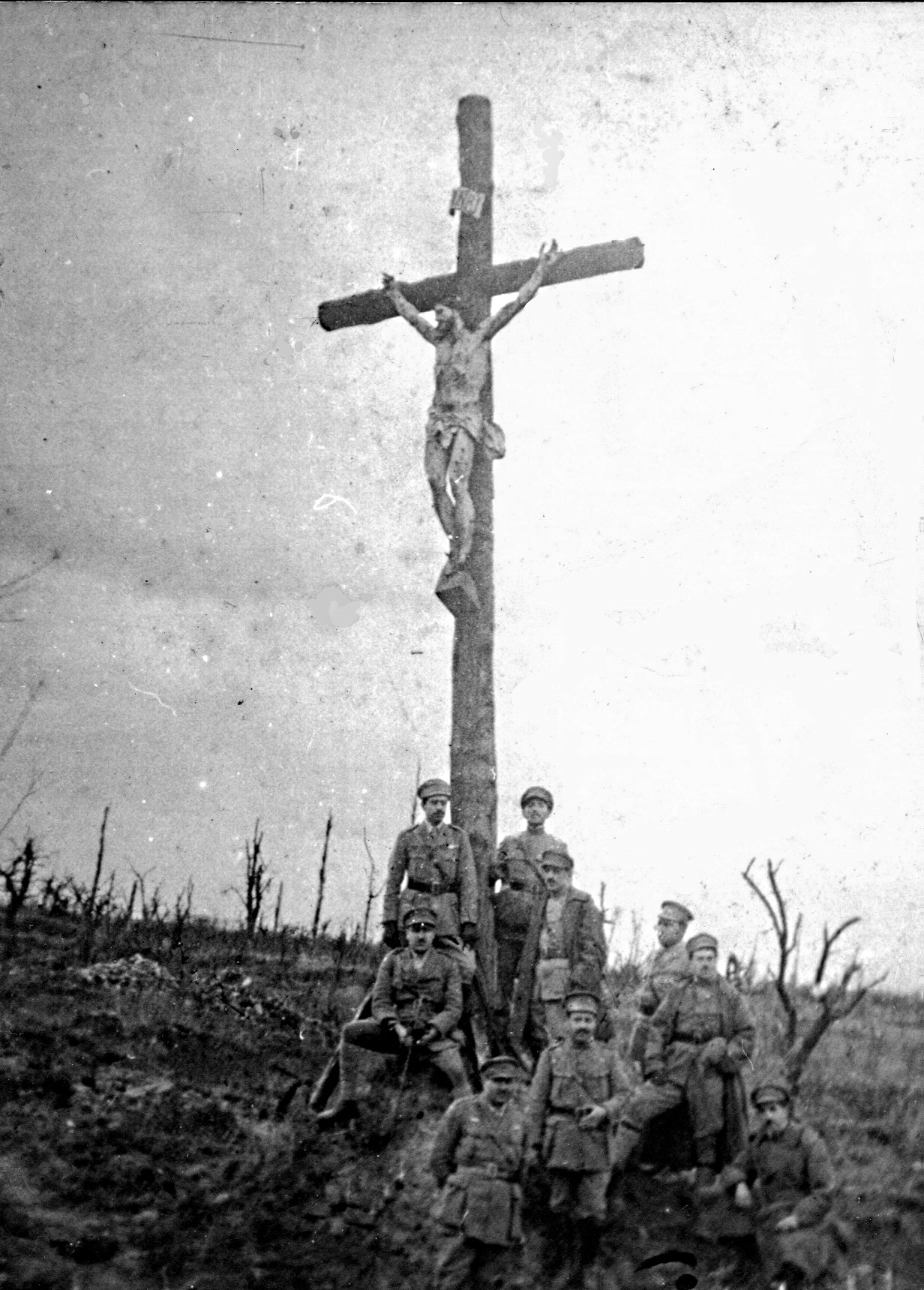
Soldados do Corpo Expedicionário Português diante do cruzeiro com a imagem de Cristo, entre Neuve-Chapelle e Lacouture (1917)

Em 1916, Portugal entrou na Primeira Guerra Mundial, tendo sido formado o Corpo Expedicionário Português (CEP), com 56 500 efetivos. Chegados a França a 2 de Fevereiro de 1917, e logo colocados sob comando britânico, a partir de Maio de 1917, as tropas portuguesas passaram a ocupar uma área perto de Neuve-Chapelle de Saint-Venant (departamento francês de Pas-de-Calais), onde estava situado o estado maior. Sob extremas e fracas condições nas trincheiras, os soldados portugueses, que começavam a sofrer enormes perdas de vidas, encontraram numa intersecção de estradas, entre as localidades de Lacouture e Neuve-Chapelle, um cruzeiro com uma estátua de Cristo, tornando-se o monumento num objeto de veneração e devoção, alvo de preces e pedidos de proteção.

Embora as forças portuguesas tenham sido dispensadas na madrugada de 9 de Abril de 1918, durante esse dia sofreram uma derrota estrondosa ao serem surpreendidos pela Ofensiva da Primavera, na Batalha de La Lys, estimando-se que cerca de mil soldados portugueses faleceram, outros mil estavam então em paradeiro desconhecido, quatro mil feridos e mais de seis mil feitos prisioneiros.

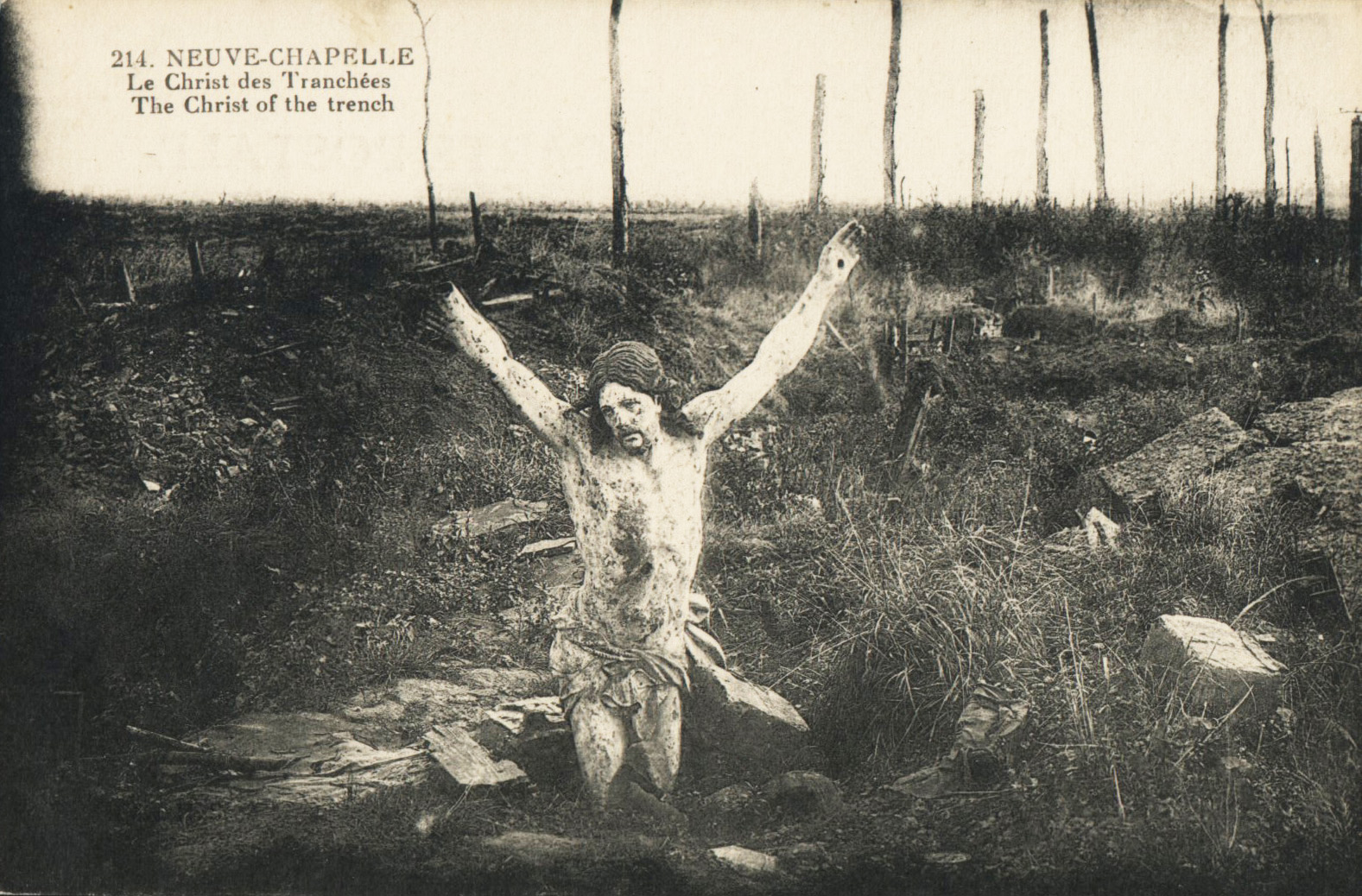
Cristo das Trincheiras em Neuve-Chapelle após a Batlha de La Lyz (1918)

Durante a violenta batalha, a imagem do Cristo, que havia perdido uma das mãos, parte das pernas, ambos os pés e no peito tinha sido atravessada por uma bala, foi encontrada de pé quando todo o seu envolvente estava em ruínas. Sob o fogo da artilharia alemã, a estátua foi então resgatada por alguns militares portugueses que, pela sua fé, decidiram trazê-la consigo, através da lama e dos perigos da ofensiva, até encontrarem um local seguro, entre as ruínas da localidade mais próxima, no intuito de a proteger. Após o conflito, a história dos militares que salvaram a estátua do Cristo foi relatada em vários periódicos franceses e nacionais, passando a imagem a ser referida como Cristo das Trincheiras.
Anos mais tarde, durante a reconstrução do pós-guerra, a estátua foi colocada no cruzeiro onde originalmente se encontrava.

## Transladação para o Mosteiro da Batalha

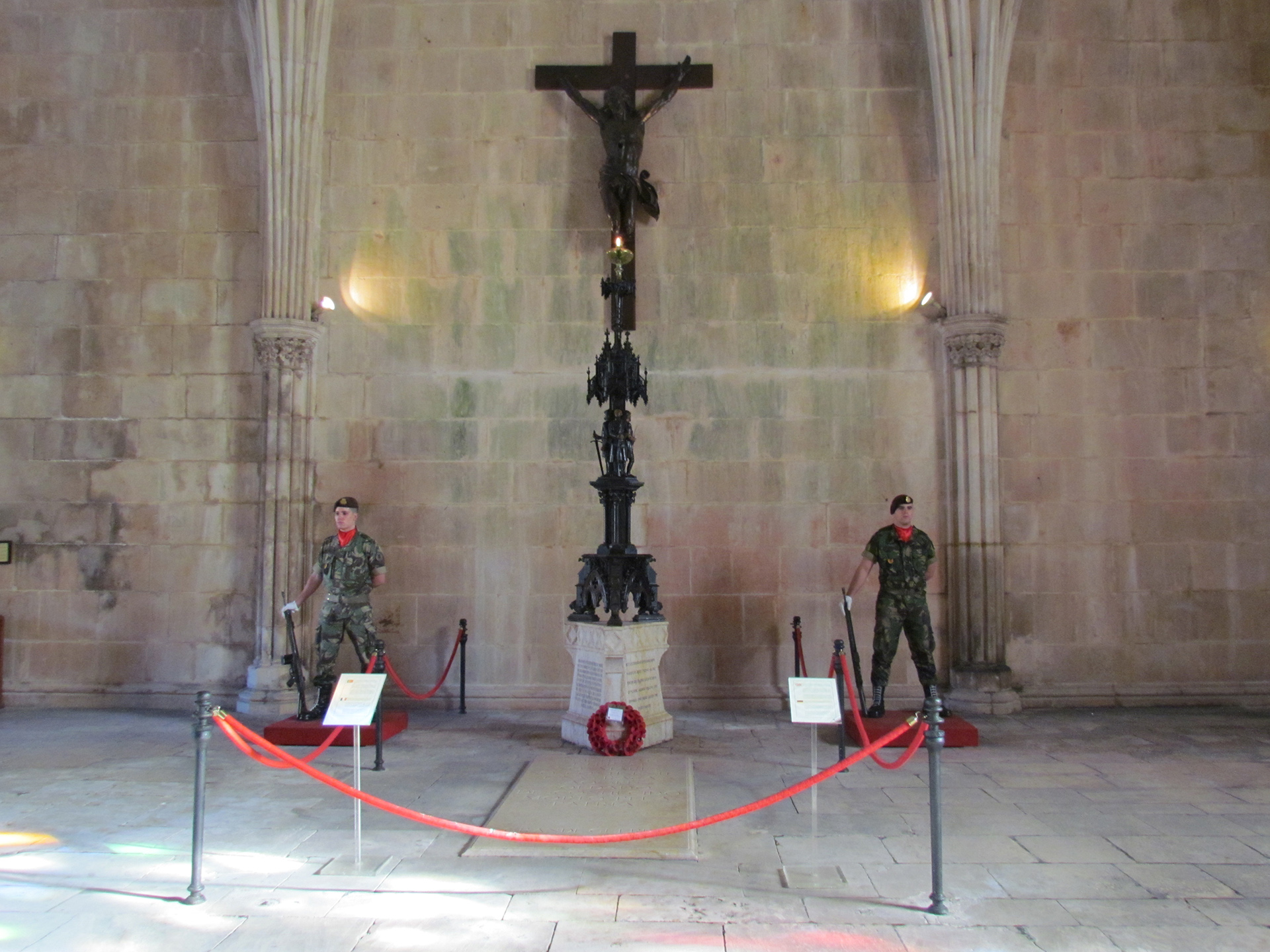
Cristo das Trincheiras no Mosteiro da Batalha

Em 1958, numa iniciativa de cooperação entre o governo português e o governo francês, assim como num gesto de homenagem às vítimas portuguesas da Primeira Guerra Mundial, o município de Neuve-Chapelle entregou a estátua do Cristo das Trincheiras a Portugal.
Após uma breve romaria por vários pontos do país, a cruz e a imagem do Cristo de Neuve-Chapelle foram colocadas, durante uma cerimónia oficial, militar e religiosa, na Sala do Capítulo do Mosteiro da Batalha, sob os dois Soldados Desconhecidos, cujos corpos foram trazidos, em 1921, de França e de África.
Atualmente, é um marco emblemático do Mosteiro da Batalha.